# Le Val d’Ocre
Le Val d’Ocre ist eine französische Gemeinde mit 559 Einwohnern (Stand: 1. Januar 2022) im Département Yonne in der Region Bourgogne-Franche-Comté; sie gehört zum Arrondissement Auxerre und zum Kanton Charny Orée de Puisaye. 
Zum 1. Januar 2016 wurde Le Val d’Ocre als Commune nouvelle aus den vormals eigenständigen Gemeinden Saint-Aubin-Château-Neuf und Saint-Martin-sur-Ocre gebildet.

## Geographie
Le Val d’Ocre liegt etwa 25 Kilometer westnordwestlich von Auxerre. Umgeben wird Le Val d’Ocre von den Nachbargemeinden Les Ormes im Norden, Chassy im Norden und Nordosten, Saint-Maurice-Thizouaille und Saint-Maurice-le-Vieil im Osten, Égleny im Südosten, Merry-la-Vallée im Süden, Villiers-Saint-Benoît im Westen und Südwesten sowie Sommecaise im Westen und Nordwesten.

## Gliederung
| Ortsteil                                     | ehemaliger INSEE-Code | Fläche (km²) | Einwohnerzahl (2022) |
| -------------------------------------------- | --------------------- | ------------ | -------------------- |
| Saint-Aubin-Château-Neuf (Verwaltungssitz)00 | 89334                 | 24,89        | 508                  |
| Saint-Martin-sur-Ocre                        | 89356                 | 04,58        | 051                  |

## Sehenswürdigkeiten
- Kirche Saint-Aubin-et-Saint-Léonard in Saint-Aubin-Château-Neuf aus dem 15. Jahrhundert, Monument historique
- Kirche Notre-Dame-de-Pitié
- Schlösser in Saint-Aubin-Château-Neuf
  - Schloss Fourolles
  - Schloss Beaurin
  - Schloss Froville
  - Schloss Fumerault
- Skulpturenweg in Saint-Aubin-Château-Neuf

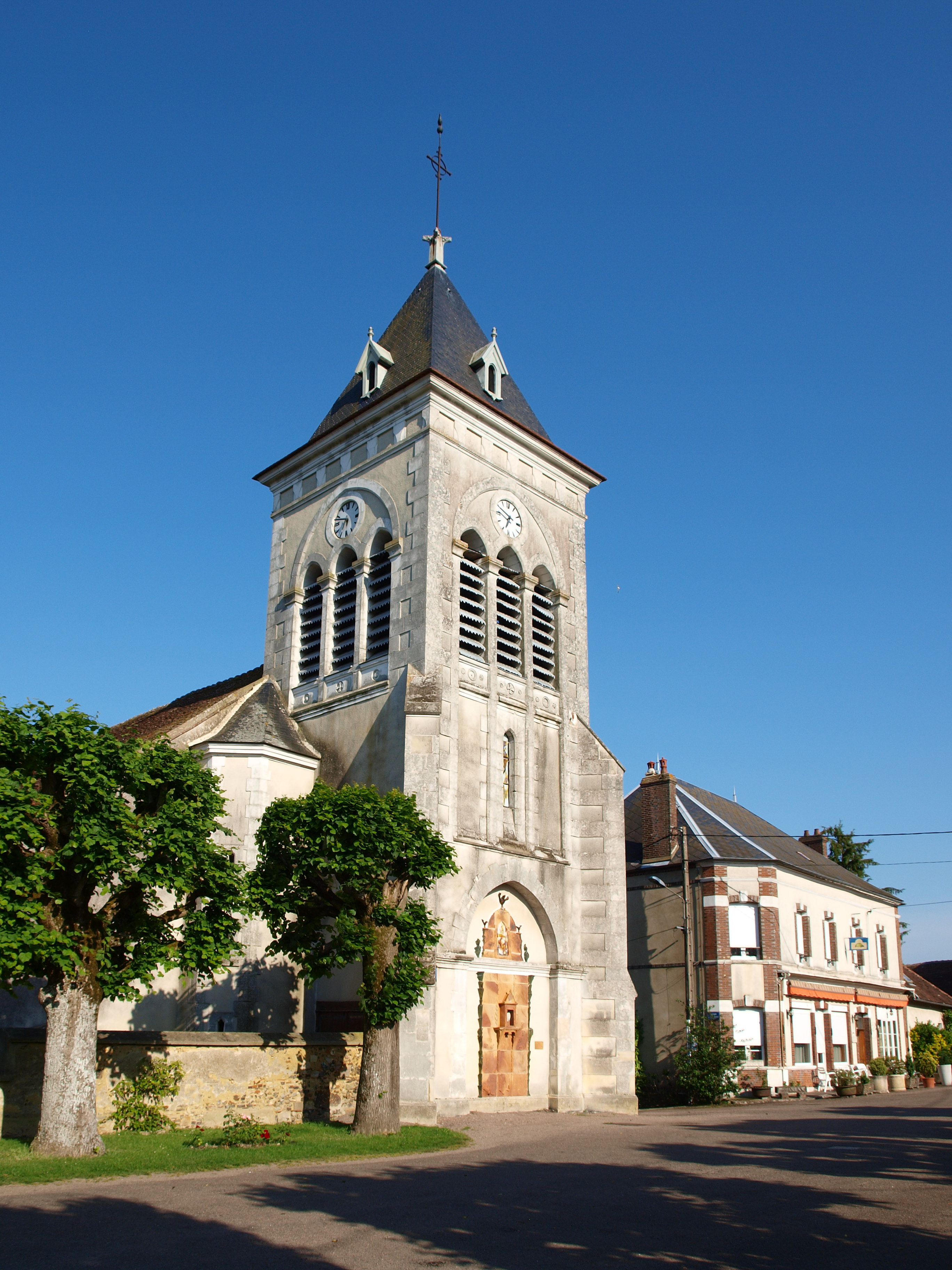
Kirche Saint-Aubin-et-Saint-Léonard
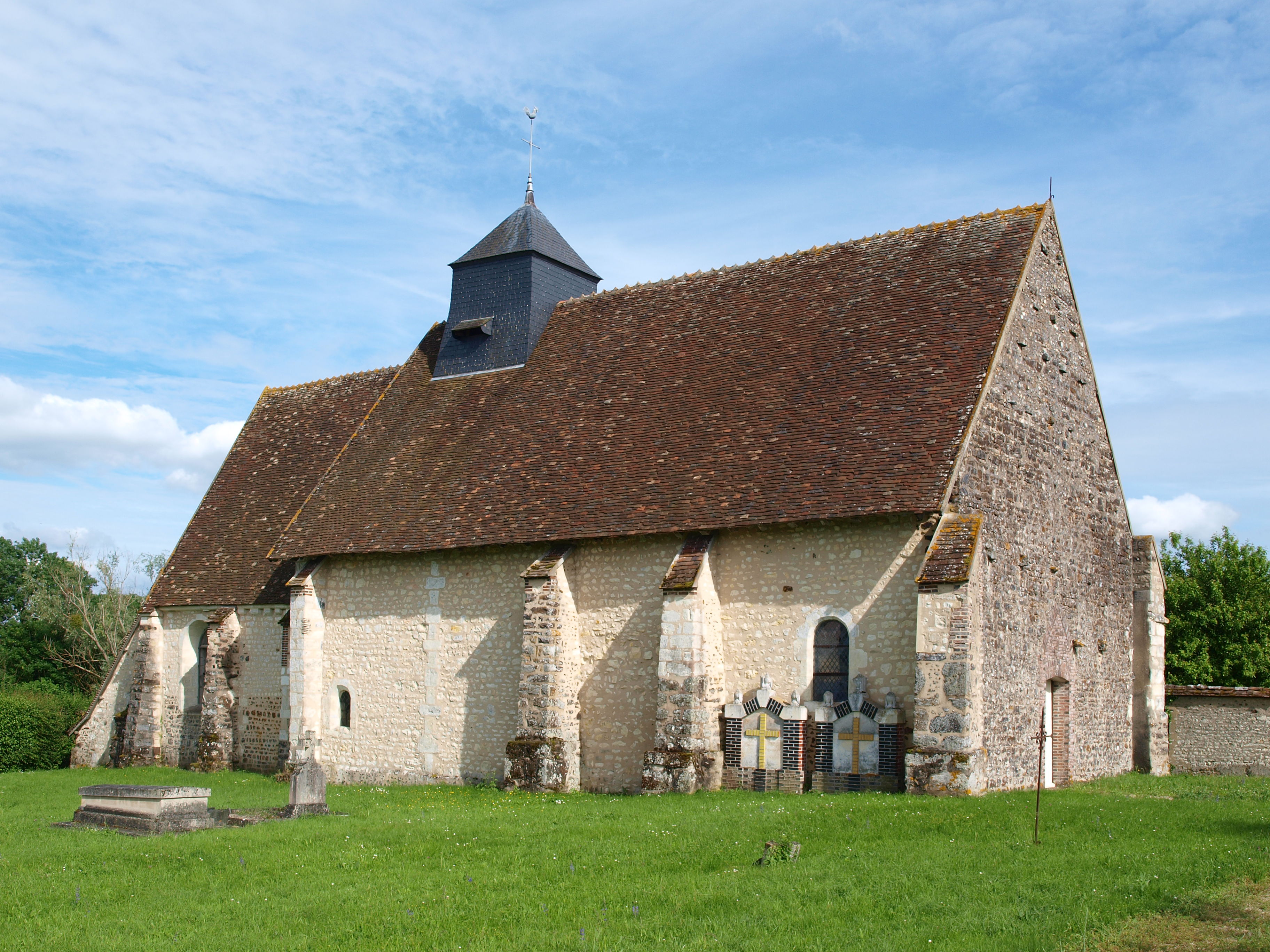
Kirche Notre-Dame-de-Pitié
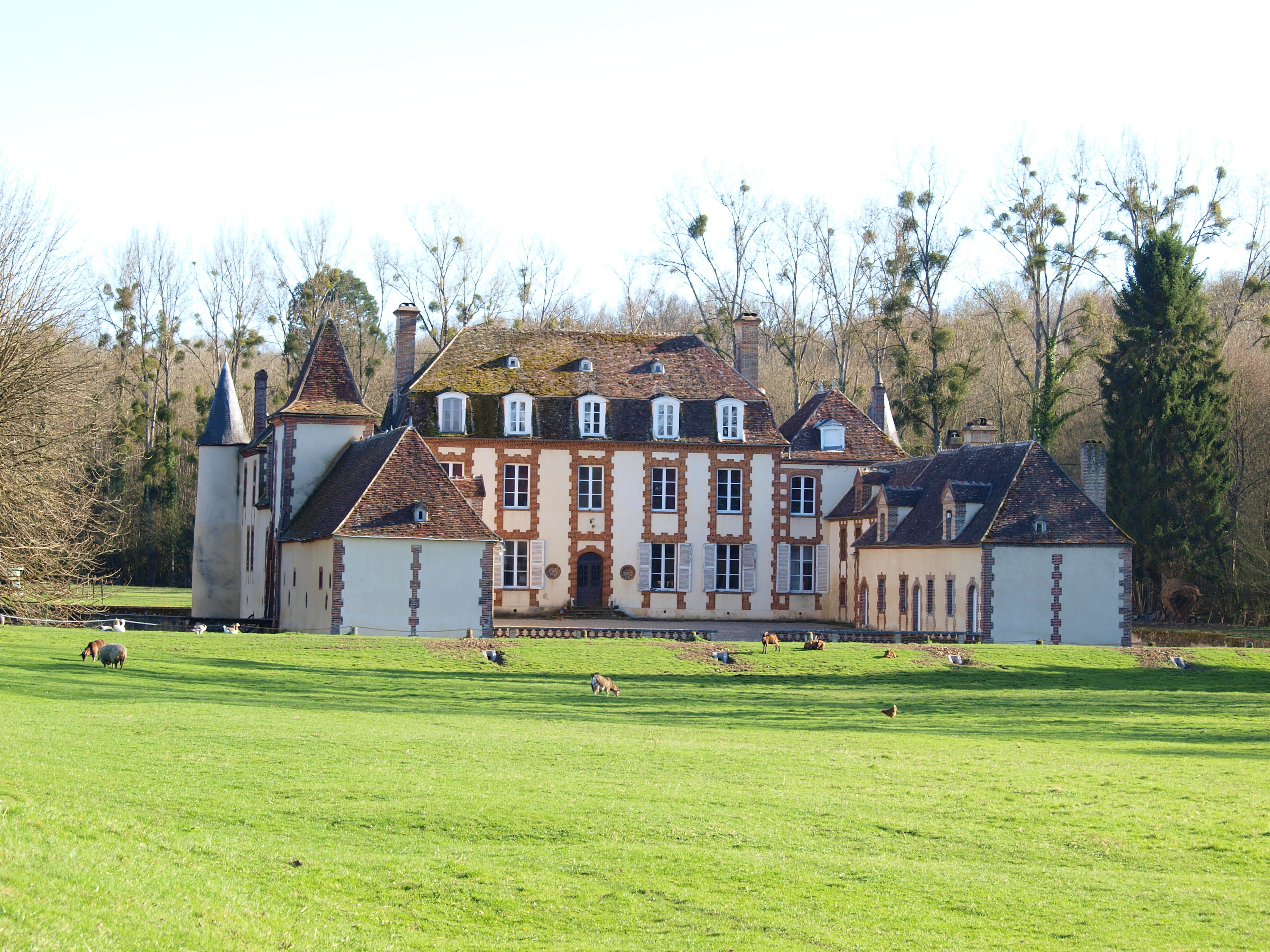
Schloss Fourolles